# Отто Розенберґер
Отто Розенберґер (нім. Otto Benjamin Gottfried Rosenberger; 17 лютого 1769, Нойєнбург, Курляндія і Семигалія — 7 жовтня 1856 Латиська мова, Дерпт, Ліфляндська губернія) — балто-німецький лінгвіст в Естонії, педагог, директор Дептської гімназії (1814—1838), 1814—1838 3-1847), статський радник. Дядько астронома Отто Августа Розенбергера.

## Біографія
Народився 17 лютого 1769 року в Нойєнбурзі в сім'ї пастора Отто Людвіга Розенберґера (1739—1809) та Марії Елізабет фон Денфер (пом. 1779), дочки Йоганна Генріха фон Денфера. Вищу освіту здобув за кордоном — у Галлі (з 1787) та в Єні (з 1790), де й набув ступеня кандидата богослов'я. З 1792 Розенберґер повернувся на батьківщину та протягом 12 років працював приватним викладанням, а потім 24 грудня 1803 був призначений лектором латиської мови в Дерптському університеті. З 11 серпня 1804 Розенберґер був затверджений учителем нововідкритого Дерптського повітового училища, з 12 листопада 1814 був директором Дерптських училищ і з 4 червня 1820 — Дерптським губернським директором училищ, з залишенням його. Будучи в 1837 звільнений у відставку з пенсією, Розенберґер залишився виконуючим посаду лектора латиської мови і лише 31 травня 1847 остаточно залишив посаду лектора. Помер у Дерпті 7 жовтня 1856 року.

## Родина
Отто Розенбергер був одружений на Луїзі Генрієтті Маргарет Петерсен (1789—1845). У їхньому шлюбі народилося п'ять дітей:
- Карл (1806—1866) — доктор медицини, таємний радник, генерал-штаб-доктор флоту
- Емма Пауліна (1810—1896) — дружина Адама Бурхарда фон Цеймерн-Лінденстьєрна
- Кароліна Теодора (1817-?) — дружина історика Августа Генріха Ганзена
- Фанні Катаріна (1819—1844) — дружина лікаря Еміля Карловича Берга[2]
- Густав (1824—1851) — доктор медицини[3]

## Твори
- «Flections-Tabellen für die lettischen Verba», Mitau. 1808;
- «Skizzen zu einer Характеристик CF Petersens» (у творі «Christian Friedrich Petersen. Statt Manuscript für seine naheren Freude abgedruckt. Im May 1810 року. Dorpat»);
- «Die Brautnacht. Ein Symposion», Dorp. 1811;
- «Progr. Jahres-Nachrichten von den Lehranstalten in der Stadt Dorpat von Johannis 1814 bis Johanni 1815», Dorpat. 1815;
- «Zur Eröffnung der Töchterschule in Dorpat, nach der neuen Verfassung; eine Rede» (в «Albanus livl. Schulblatt», 1815);
- «Progr. Nachricht über den gegenwärtigen Zustand der Schulen des Dorpatischen Directorates, в місті Beziehung auf die neue, durch das Allerhöchst bestätigte Schulstatut vom 4. Junius 1820 eingeführte Schul-Verfassung», Dorpat. 1823;
- «Vom zu Viel und zu Wenig des Vertrauens im studirenden Jünglinge auf eigene Kraft. Eine Schulrede» («Busch's Mittheilungen an Jünglinge», 1-е Samml., Riga u. Dorp. 1826);
- «Von einem Princip zur wissenschaft lichen Anordnung der Lehre von den göttlichen Eigenschaften», Dorp. 1829;
- «Formenlehre der lettischen Sprache», Конспект для слухачів, Mitau. 1830;
- «Einladungsschriften zur Feier des 25-jährigen Jubelfestes und der Einweihung des neuen Lehrgebäudes des Gouv. Gymnasiums zu Dorpat am 15 September 1830», Dorp. 1830 (Розенбергеру належить тут звіт і три мови);
- «Progr. Vorschläge, betreffend den Unterricht im Multipliciren und Dividiren nach der auf Allerhöchsten Befehl in den Schulen eingeführten v. Swobodskyschen Rechnungs methode», Dorp. 1834;
- «Kristigas Mahzibas pirmais eesahkums jeb ihsti swehti stahsti un ihss Katkism. Pahrluhkohts un par labbu teikts no swehta-waldidama Sinnoda, un rakstôs ecspeests us wissaugstaku Keisariskas Majestetes pawehleschanu, dehl mahzischanas skolôs», Tehrpatê. 1843 (переклад з російської); 2-ге вид. — ibid. 1846;
- «Paihsinata Deewa luhgschanas grahmata», ibid. 1843 (переклад з російської), 2-ге вид. — ib. 1846;
- «Kahrta tahs swehtas un Deewischkas Luturgies, ka ta irr Leel Basnizâ un us swehtu kalnu», ibid. 1843 (переклад з російської), 2-ге вид. — ibid., 1846;
- «Formenlehre der Lettischen Sprache in Neuer Darstellung. Ein Versuch dem Verfasser des Conspects für seine Zuhörer», Mitau. 1848;
- «Der Lettischen Grammatik zweiter Theil. Syntax», Mitau. 1852.

Крім того, Розенбергер публікував свої статті в газетах Latweeschu Lauschu Draugs і Inland.